# Eisenbahnunfall von Elliot Junction
Der Eisenbahnunfall von Elliot Junction am 28. Dezember 1906 war der Auffahrunfall einer leeren Schnellzuggarnitur bei widrigen winterlichen Wetter- und Schneeverhältnissen mit knapp 50 km/h im Bahnhof Elliot Junction auf einen dort wartenden Personenzug. 22 Menschen starben.

## Rahmenbedingungen
Elliot Junction, Angus, war ein Bahnhof an der Bahnstrecke Dundee–Aberdeen in Schottland, der zwischen den heutigen Bahnhöfen Carnoustie und Arbroath lag. Am Unfalltag herrschte extrem schlechtes Wetter mit Schneetreiben. Der Schnellzug der North British Railway nach Dundee kam um 07:35 Uhr in Arbroath an und musste dort seine Fahrt beenden, da die Strecke im weiteren Verlauf durch Schneewehen unpassierbar war. Um die gestrandeten Fahrgäste zurückzubringen, wurde in Arbroath von der Dundee and Arbroath Railway ein Personenzug zusammengestellt, der um 15:00 Uhr dort abfuhr, und um 15:19 Uhr in Elliot Junction ankam. Durch die Schneelast waren die Telegrafenleitungen gerissen, und somit die Kommunikation zwischen Elliot Junction und Easthaven unterbrochen. Züge auf diesem Abschnitt durften nur noch verkehren, wenn der Bahnhofsvorsteher von Elliot Junction als „Lotse“ im Zug war. Deshalb musste der Personenzug in Elliot Junction auf den Lotsen warten.
Inzwischen hatte die Schnellzuggarnitur um 15:15 Uhr ebenfalls die Rückfahrt angetreten. Da in Arbroath die Drehscheibe eingefroren war, fuhr die Lokomotive – vorschriftswidrig – mit dem Schlepptender voraus, was die Streckenbeobachtung erschwerte. Da witterungsbedingt inzwischen die meisten Signalanlagen ausgefallen waren, verkehrte der Zug zudem auf Sicht.

## Unfallhergang
Der Leerzug fuhr trotz der schlechten Sicht ca. 75 km/h. Die Rekonstruktion des Geschehens ergab, dass möglicherweise der Signalflügel des Einfahrsignals von Elliot Junction durch die Schneemassen etwas aus seiner waagerechten Lage nach unten gedrückt worden war. Der Signalflügel in waagrechter Lage gebot „Halt“, ein nach unten weisender Signalflügel bedeutete „Fahrt frei“. Der Lokomotivführer glaubte deshalb, das Signal in Fahrtstellung zu sehen und fuhr an dem Signal vorbei, das den wartenden Personenzug im Bahnhof deckte. Die Lokomotive des Schnellzuges rammte ungebremst das Ende des im Bahnhof wartenden Personenzuges, entgleiste, stürzte um und zertrümmerte dessen letzte drei Wagen.

## Folgen
22 Menschen starben, 8 wurden schwer und 22 leicht verletzt. Alle Opfer – außer dem Heizer auf der Schnellzuglokomotive – befanden sich in den drei zertrümmerten Personenwagen. Einer der durch den Unfall ums Leben gekommenen war der Parlamentsabgeordnete Alexander William Black der Liberalen Partei.
Als primäre Unfallursache wurde die unvorsichtige Fahrweise des Lokführers des Schnellzuggarnitur ermittelt. Dieser hatte entgegen den Instruktionen, die er im Bahnhof Arbroath erhalten hatte, gehandelt. Dazu zählte, dass auf jedem Unterwegsbahnhof anzuhalten und insgesamt langsam zu fahren war. Der Untersuchungsbericht betont, dass der Lokomotivführer sowohl das „Halt“ zeigende Vor- als auch das Hauptsignal vor Elliot Junction passierte. Außerdem könnte Alkohol im Spiel gewesen sein. Der Lokomotivführer wurde zu einer Gefängnisstrafe verurteilt, die aber wegen der besonderen Umstände zur Bewährung ausgesetzt wurde.